# Bałdrzychów
Bałdrzychów is een plaats in het Poolse district  Poddębicki, woiwodschap Łódź. De plaats maakt deel uit van de gemeente Poddębice en telt 440 inwoners.